# Förbundsdagsvalet i Västtyskland 1953
Förbundsdagsvalet i Västtyskland 1953 ägde rum den 6 september 1953.
CDU/CSU och Konrad Adenauer stärkte sin ställning när man återvaldes. SPD förde fram Erich Ollenhauer som kanslerkandidat.

## Resultat

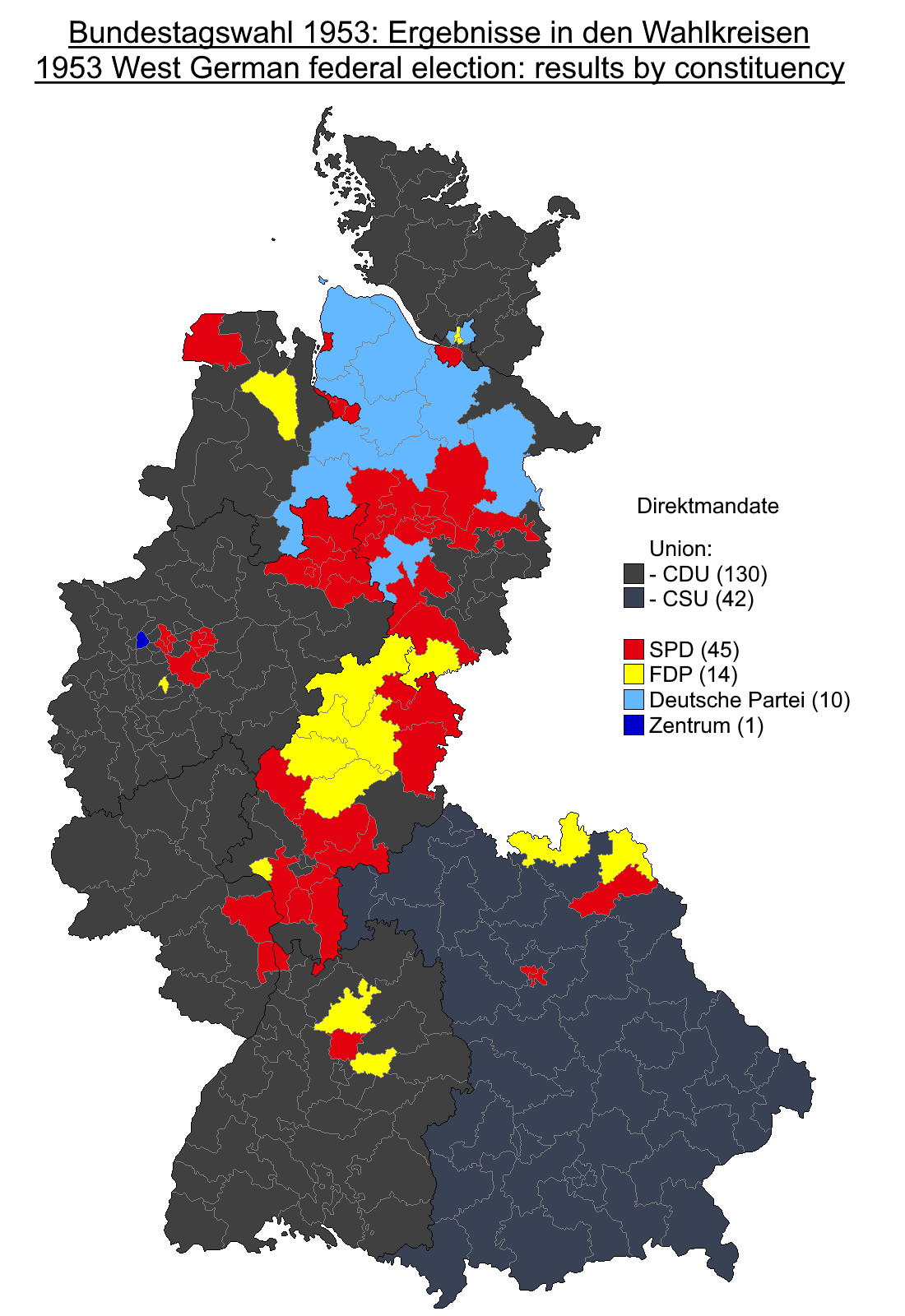
Valkretsresultat för förstarösterna

|  |

|  |

|  |

|  |

|  |

|  |

|  |

|  |

|  |

|  |

|  |

|  |